# Sombra Negra
«Сомбра Негра» (ісп. Sombra Negra, літер. «Чорна тінь»), також відома як «Ель Клан де Планта» (ісп. El Clan de Planta, літер. «Клан заводу») — Група військових підрозділів, як утворюють собою «ескадрони смерті», які виконують самосуд над представниками злочинних угруповань в Сальвадорі. До складу групи входять колишні співробітники силових органів Сальвадора — поліцейські та військовослужбовці — які дотримуються ідеології самосуду, вважаючи, що поліція і збройні сили наскрізь просякнуті корупцією і не в змозі покінчити зі злочинністю.
Уряд Сальвадора всіляко заперечує свою причетність до підтримки угруповання. Водночас організації, які захищають права людини (наприклад, гуманітарна католицька організація Tutela Legal), висловлюють обурення через те, що ця група представляє загрозу суспільству своєю ідеологією самосуду, має схвалення та негласну підтримку від певних посадовців поліції та командного складу збройних сил Сальвадору, а також від простих жителів країни, які схвалюють ідею «випалювання» небажаних елементів суспільства.

## Історія

### Наші дні
Вперше існування угруповання було зафіксовано у грудні 1994 року в департаменті Сан-Мігель, де спостерігалися сплеск злочинності та чергова хвиля насильства. На початок квітня 1995 року деякі члени цієї організації стверджували, що їхніми учасниками було вбито 17 осіб, які були підозрюваними у серйозних злочинах (зокрема членів банд), та уникали кримінальної відповідальності. При цьому, згідно з газетою The Baltimore Sun, не менше трьох дюжин вбивств приписувалося угрупованню Sombra Negra, а самі члени нерідко загрожували і суддям.
Характерною рисою для дій «Сомбра Негра» були зв'язані руки чи пальці вбитих, і навіть зав'язані очі; всі постріли робилися в потилицю для того, щоб смерть була швидкою (влучення були характерні для пострілів з автоматичних гвинтівок або пістолетів-кулеметів). Самі члени угруповання носили чорні маски, щоб уникнути пізнання, приїжджали автомобілями без номерних знаків і з затемненими вікнами. За деякими особами, які, як стверджувалося, виступали від імені «Сомбру Негра», було заявлено, що серед їхнього складу присутні армійські снайпери та спеціалісти з вибухових пристроїв. Всі ці вбивства виправдовувалися тим, що, як стверджувалося, поліція Сальвадора була неспроможною змусити людей, дотримуватися закону та боротися зі злочинністю, а «Сомбра Негра» самостійно очищала суспільство від небажаних елементів у вигляді злочинних угруповань.
Серед заклятих ворогів угруповання були банди «Mara Salvatrucha» (MC-13), яка орудувала переважно в Лос-Анджелесі, і "18th Street gang ". Члени групи MC-13 були широко відомі завдяки величезній кількості татуювань, що робило їх потенційними цілями для «Сомбра Негра». Один із членів банди, Фернандо Рамірес, якого засудили на 60 років ув'язнення з п'ятьма роками умовного терміну, навіть просив звести свої татуювання, перш ніж його депортувати до Сан-Сальвадору, через страх того, що хтось впізнає його і спробує знищити.

### Кримінальна справа та наслідувачі
У липні 1995 року в Сан-Мігелі було заарештовано 16 осіб (у тому числі чотирьох високопоставлених офіцерів поліції), яким інкримінувалося членство в «Сомбра Негра». У листопаді 1995 року семеро з них, включаючи двох поліцейських, були повністю виправдані через відсутність доказів. У червні 1996 року звинувачення були відкликані від ще шести осіб, серед яких були решта поліцейських. Решта троє відповідали перед судом, але у квітні 1997 року остаточно були виправдані. З Національної цивільної поліції було оголошено, що вони остаточно розв'язали питання, пов'язане з цією групою. У наступні роки кількість вбивств з подібними обставинами помітно знизилася.
Проте між груднем 1998 та січнем 1999 року в Сальвадорі було зафіксовано не менше дюжини вбивств членів малолітніх банд, які знову були пов'язані з діяльністю «Сомбра Негра». Повідомлення про свою причетність залишили два угруповання вігілантів, що представилися як «Група винищення» (ісп. Grupo de Exterminio) та «Голос народу» (ісп. La Voz del Pueblo).У вересні 1998 року в департаменті Санта-Ана стався ряд нападів на малолітніх злочинців, після чого група під назвою «Los Chicos Buenos 666» заявила про свою участь у вбивствах та висунула вимогу в ультимативній формі про складання зброї злочинцями. Співробітники поліції, які розслідували ці вбивства, спочатку вважали, що йшлося про розбірки двох угруповань, проте прокуратура дотримувалася іншої думки, списавши це на діяльність вігілантів — таку думку оголосив Дуглас Мелендес, генеральний прокурор підрегіону Мехіканос.
За його словами, для деяких випадків було характерним зв'язування рук бандитів і закривання їм очей, а також використання автоматичної зброї для вистрілів в потилицю. Недовго перед викраденням та вбивством часто спостерігалися автомобілі з затемненими вікнами, і вбивства відбувалися без свідків у віддалених місцях. Документів у жертв були відсутні, проте всіх можна було впізнати за татуюванням; для родичів деяких загиблих факти причетності вбитих до злочинної діяльності ставали відкриттям, коли йшла процедура пізнання. При цьому члени банд, що залишилися живими, стверджували, що проти них операцію проводили співробітники Національної цивільної поліції Сальвадора.

### Характеристика угруповання
Після довгої паузи в 2014 році Сальвадором знову прокотилася хвиля збройних нападів і вбивств злочинців, а на стінах з'явилися графіті «Смерть гангстерам» (ісп. Muerte para mareros). Так, на один із будинків, де перебувало сім осіб (у тому числі чотири члени Mara Salvatrucha), було скоєно напад невідомих, одягнених у чорну уніформу та озброєних автоматами M16: чотирьох зв'язали, катували, а потім убили пострілами в голову всіх затриманих. На наступний день в країні почали поширювати листівки із закликами до банди Mara Salvatrucha припинити свою діяльність протягом п'яти днів, загрожуючи вбивством у разі відмови. Генеральний прокурор і повноважний представник з прав людини Давид Моралес повідомив, що «Сомбра Негра» може бути причетною до цих подій.
У березні 2016 ще четверо бандитів MS-13 були вивезені в Сан-Антоніо-Сільва на вантажівці членами «Сомбра Негра» і розстріляні на футбольному полі. Протягом 19 днів у січні 2019 року в Сальвадорі сталося понад 200 вбивств, відповідальність за які знову взяла на себе «Сомбра Негра». Група заявила, що своєю діяльністю намагається допомогти звичайним громадянам позбутися почуття страху, і що всі вбиті злочинці прирівнюються до терористів. Так 25 січня в Параїсо-де-Осоріо (департамент Ла-Пас) було знайдено труп члена MS-13 зі зв'язаними руками, кляпом у роті та кулею в голові, а також із запискою з погрозами, яка була адресована бандитам. Другий такий випадок стався у Сан-Хорху (департамент Сан-Мігель).
Вважається, що «Сомбра Негра» діє не тільки в Сальвадорі, а й Гондурасі та Гватемалі, намагаючись покінчити зі злочинністю повністю в зоні Північного центральноамериканського трикутника. Є версія, що Гондурас, навіть не залучаючи «колег» із Сальвадора, веде схожу боротьбу зі злочинністю самостійно. Наприклад, після пожеж у двох в'язницях, які спричинили отруєння чадним газом або опіки тіла, загинуло 164 засуджених, які належали до банди Mara Salvatrucha. Ті, хто вижив, були обвинувачені в недбалості, і правозахисники стверджували, що уряд відмовився надавати допомогу злочинцям.

## У масовій культурі
- В американському телесеріалі «Бійтеся ходячих мерців» один з героїв, Даніель Салазар (роль виконав Рубен Блейдс) — колишній член «Сомбра Негра», який перебував в ескадроні смерті і особисто був причетний до вбивства сотень сальвадорців[15].